# Don MacKay (acteur)
Pour les articles homonymes, voir Don McKay et MacKay.
Don MacKay est un acteur américain.

## Filmographie
- 1933 : Loyalties : Mike Sawchuck
- 1978 : Ski Lift to Death (TV) : Promoter
- 1980 : Amber Waves (TV)
- 1980 : The Plutonium Incident (TV) : Head of Personnel
- 1982 : Rambo (First Blood) : Preston
- 1982 : The Grey Fox : Al Sims, Household Goods Salesman on Train
- 1983 : La Cinquième Victime (Jane Doe) (TV) : Desk sergeant
- 1983 : Dead Wrong : Inspector Mullins
- 1984 : Secrets of a Married Man (TV) : Doctor
- 1985 : La Course vers le sommet (Going for the Gold: The Bill Johnson Story) (TV) : Mailman / Harry
- 1985 : Brotherly Love (TV) : Ernest Deems
- 1985 : Blackout (TV) : Dental surgeon
- 1986 : Pompier de charme (Firefighter) (TV) : Cindy's father
- 1986 : Loyalties : Mike Sawchuk
- 1986 : The Girl Who Spelled Freedom (TV) : Dr. Fitzroy
- 1986 : Nobody's Child (TV) : Mr. Baldanza
- 1986 : Double Trahison (That Secret Sunday) (TV) : Frank
- 1986 : Christmas Snow (TV) : Harry
- 1987 : Le Beau-père (The Stepfather) : Joe
- 1987 : Malone, un tueur en enfer (Malone) : Dr. Florian
- 1987 : La nuit tombe sur Manhattan (Hands of a Stranger) (TV) : Judge Forester
- 1987 : Étroite Surveillance (Stakeout) : Prison Officer
- 1987 : The Return of the Shaggy Dog (TV) : Mr. Frampton
- 1988 : Body of Evidence (TV) : J.P.
- 1988 : The People Across the Lake (TV) : Real Estate Agent
- 1989 : Le Procès de l'incroyable Hulk (The Trial of the Incredible Hulk) (TV)
- 1989 : Unsub : Monsieur Compton
- 1989 : American Boyfriends : Julie's Father
- 1990 : From Flores : Captain Crabbe (voix)
- 1991 : Stroke : Father
- 1991 : Showdown at Williams Creek : Jury Foreman
- 1992 : City Boy (TV) : Clerk
- 1992 : Home Movie (TV) : Charlie Ace
- 1992 : Fatal Memories (TV) : Judge
- 1993 : A Stranger in the Mirror (TV) : Mike
- 1994 : Le Prix de la tyrannie (Beyond Obsession) (TV) : Judge Mahoney
- 1994 : Tears and Laughter: The Joan and Melissa Rivers Story (TV) : Accountant
- 1994 : The Man Who Wouldn't Die (TV) : Henry Graham
- 1995 : Brothers' Destiny (TV) : Henry
- 1995 : Sliders (TV) : Artie Feld
- 1995 : L'Affaire Angel Harwell (Shadow of a Doubt) (TV) : Detective Moran
- 1996 : The Halfback of Notre Dame (TV) : Father O'Malley
- 1996 : Le Lac du doute (In the Lake of the Woods) (TV) : Speaker
- 1996 : J'ai kidnappé ma fille (Abducted: A Father's Love) (TV) : Judge
- 1996 : The Limbic Region (TV) : Newspaper Editor
- 1996 : Maternal Instincts : Doctor
- 1996 : Murder at My Door (TV) : Mr. Emile
- 1996 : Le Titanic (Titanic) (TV) : Mr. Dickie
- 1997 : MillenniuM : Jack Meredith (Saison 1, épisode 11 et 16)
- 1997 : Une inconnue au téléphone (The Alibi) (TV) : Court Clerk
- 1997 : Dad's Week Off (TV) : Mr. Mendelson
- 1997 : La Maison bleue (Ellen Foster) (TV)
- 1998 : Silver Wolf
- 1998 : Une vie inattendue (An Unexpected Life) (TV) : Dr. Randall
- 2000 : By Dawn's Early Light (TV) : Mayor
- 2000 : Best Actress (TV) : Morty
- 2000 : Deadlocked (TV) : Forest
- 2000 : My 5 Wives : Judge Roberts
- 2001 : Speaking of Sex : Dr. Fromm
- 2001 : Destination : Graceland (3000 Miles to Graceland) : Judge Carmody in Boise
- 2002 : L'Enfer à domicile (Video Voyeur: The Susan Wilson Story) (TV) : Judge Sharp
- 2002 : Dead in a Heartbeat (en) (TV) : Elderly Gentleman
- 2002 : Apparitions (Living with the Dead) (TV) : Old Man
- 2004 : Cultus : Organismes Génétiquement Monstrueux (Snakehead Terror) : Ray Wilkens
- 2004 : Jack (TV) : ER Doctor
- 2006 : Cries in the Dark (TV)